# 1962 en Alberta
Chronologie de l'Alberta
- 1958
- 1959
- 1960
- 1961
- 1962
- 1963
- 1964
- 1965
- 1966

Cette page concerne des événements qui se sont produits durant l'année 1962 dans la province canadienne de l'Alberta.

## Politique
- Premier ministre :   Ernest Manning du Crédit social
- Chef de l'Opposition : il n'y aurait pas de chef de l'opposition de 1959 à 1963
- Lieutenant-gouverneur :  John Percy Page.
- Législature :

## Naissances
- Attila Richard Lukacs, né en 1962 à Calgary,  artiste canadien[1].

- 13 janvier : Mgr David Motiuk, né à Vegreville, évêque de l'éparchie catholique ukrainienne d'Edmonton.
- 24 janvier : Zoe Haas, née à Calgary, skieuse alpine suisse, originaire d'Engelberg, qui a mis un terme à sa carrière sportive à la fin de la saison 1992.

- 23 février : John Hatch, né à Calgary, ancien joueur canadien de basket-ball.

- 27 mars : Jann Arden , chanteuse canadienne, avec un public populaire, connue surtout au Canada. Née près de Calgary, en Alberta sous le nom de Jann Richards, elle est une des musiciennes canadiennes les plus reconnues.

- 15 avril : Wally Schreiber (né à Edmonton), joueur professionnel canadien de hockey sur glace.

- 26 mai : Pasquale De Luca (né à Edmonton), joueur de soccer international canadien, qui évoluait au poste de milieu de terrain.

- 9 juin : Brian Carter Tutt (né à Swalwell), joueur professionnel canadien de hockey sur glace.
- 12 juin : Jordan Bernt Peterson (prononcé en anglais : [ˈd͡ʒɔːɹdən ˈpitɚsən])[2], né à Edmonton, psychologue clinicien et intellectuel canadien, professeur de psychologie à l’Université de Toronto. Ses principaux domaines de recherche sont la psychologie du comportement (connue en anglais sous le terme abnormal psychology), la psychologie sociale et la psychologie de la personnalité[3]. Il porte un intérêt particulier à la psychologie des croyances religieuses et idéologiques[4], ainsi qu’à l’évaluation et l’amélioration de la personnalité et de la performance individuelle[5].
- 16 juin : Mike John Moller (né à Calgary), joueur canadien de hockey sur glace[6].
- 17 juin : Bruce Robertson, né  à Calgary, rameur d'aviron canadien.

- 27 août : Glenys Bakker (née à High River), curleuse canadienne.

- 28 septembre : Grant Scott Fuhr (né à Spruce Grove), joueur professionnel de hockey sur glace. Il évolue en tant que professionnel entre 1981 et 2000 en Amérique du Nord au poste de gardien de but. Il remporte à cinq reprises la Coupe Stanley avec les Oilers d'Edmonton dans les années 1980 puis il est admis en 2003 au Temple de la renommée du hockey[7].

- 2 octobre : Mark Robert Rypien, né à Calgary, joueur canadien de football américain.

- 28 décembre : Michelle A. Cameron-Coulter, née à Calgary, nageuse canadienne spécialisée en natation synchronisée. Lors des Jeux olympiques de 1988 à Séoul, elle remporte en duo avec sa compatriote Carolyn Waldo la médaille d'or.

## Décès
- Luke Allan, pseudonyme de William Lacey Amy, né en Angleterre en 1877 et mort à Medicine Hat en 1962, journaliste et auteur britannique de romans populaires.